# Jaime Baksht
Jaime Baksht (Ciudad de México, 1 de enero de 1969) es un ingeniero de sonido mexicano.

## Biografía
Baksht nació en la Ciudad de México en 1969, dentro de una familia judía.
ha trabajado como mezclador de regrabación de sonido en películas como La primera noche (1998), La ley de Herodes (1999), Sangre (2005), Batalla en el cielo (2005), En el hoyo (2006), El laberinto del fauno (2006), Arráncame la vida (2008), Rudo y Cursi (2008), Abel (2010), La otra familia (2011), Post Tenebras Lux (película) (2012), Colosio: El asesinato (2012), Club Sándwich (2013), Gloria (2014), Me estás matando, Susana (2016), Museo (2018), y Ya no estoy aquí (2019), entre otros.
Baksht ha sido nominado en varias ocasiones al Premio Ariel al Mejor Sonido, ganando en nueve ocasiones. Ganó un Premio Goya (también al Mejor Sonido) por El laberinto del fauno (2006).
Fue nominado en dos ocasiones al Premio BAFTA, ganando Mejor sonido por Sound of Metal (2021).
Baksht recibió el Premio de la Academia al Mejor Sonido en los 93 Premios de la Academia por su trabajo en Sound of Metal junto a Nicolás Becker, Philip Bladh y los mexicanos Carlos Cortés y Michelle Couttolenc.

## Premios y nominaciones

### Premios Óscar
| Año  | Categoría    | Trabajo nominado | Resultado | Nota                                                                             |
| ---- | ------------ | ---------------- | --------- | -------------------------------------------------------------------------------- |
| 2020 | Mejor sonido | Sound of Metal   | Ganador   | Compartido con Nicolás Becker, Philip Bladh, Carlos Cortés y Michelle Couttolenc |

### Premios BAFTA
| Año  | Categoría    | Trabajo nominado       | Resultado | Nota                                                                             |
| ---- | ------------ | ---------------------- | --------- | -------------------------------------------------------------------------------- |
| 2006 | Mejor sonido | El laberinto del fauno | Nominado  | Compartido con Martín Hernández y Miguel Ángel Polo                              |
| 2020 | Mejor sonido | Sound of Metal         | Ganador   | Compartido con Nicolás Becker, Philip Bladh, Carlos Cortés y Michelle Couttolenc |

### Premios Goya
| Año  | Categoría    | Trabajo nominado       | Resultado | Nota                                                |
| ---- | ------------ | ---------------------- | --------- | --------------------------------------------------- |
| 2006 | Mejor sonido | El laberinto del fauno | Ganador   | Compartido con Martín Hernández y Miguel Ángel Polo |

### Premio Ariel
| Año  | Categoría    | Trabajo nominado                        | Resultado | Nota                                                                                          |
| ---- | ------------ | --------------------------------------- | --------- | --------------------------------------------------------------------------------------------- |
| 2000 | Mejor sonido | Rito terminal                           | Nominado  |                                                                                               |
| 2002 | Mejor sonido | Cuentos de hadas para dormir cocodrilos | Ganador   | Compartido con Antonio Diego y Juan Carlos Prieto                                             |
| 2004 | Mejor sonido | Zurdo                                   | Ganador   | Compartido con Gabriel Coll Barberis, Lena Esquenazi y Carlos Salcés                          |
| 2005 | Mejor sonido | Voces inocentes                         | Nominado  | Compartido con Martín Hernández y Fernando Cámara                                             |
| 2006 | Mejor sonido | Las vueltas del citrillo                | Ganador   | Compartido con Aurora Ojeda y Gabriel Coll Barberis                                           |
| 2007 | Mejor sonido | En el hoyo                              | Ganador   | Compartido con Natalia Bruschtein, Maurício Santos, Jesús Sánchez Padilla y Samuel Larson     |
| 2007 | Mejor sonido | El laberinto del fauno                  | Nominado  | Compartido con Martín Hernández y Miguel Ángel Polo                                           |
| 2007 | Mejor sonido | Crónicas                                | Nominado  |                                                                                               |
| 2008 | Mejor sonido | Luz silenciosa                          | Nominado  | Compartido con Raúl Locatelli, Martín Hernández y Sergio Diaz                                 |
| 2008 | Mejor sonido | Cobrador: In God We Trust               | Nominado  | Compartido con Lena Esquenazi, Martín Hernández y Toninho Muricy                              |
| 2009 | Mejor sonido | Rudo y Cursi                            | Nominado  | Compartido con Martín Hernández y Santiago Núñez                                              |
| 2013 | Mejor sonido | Cuates de Australia                     | Ganador   | Compartido con Pablo Tamez Sierra                                                             |
| 2014 | Mejor sonido | Tercera llamada                         | Nominado  | Compartido con Michelle Couttolenc y Pablo Tamez Sierra                                       |
| 2014 | Mejor sonido | La jaula de oro                         | Ganador   | Compartido con Michelle Couttolenc y Raúl Locatelli                                           |
| 2015 | Mejor sonido | Güeros                                  | Ganador   | Compartido con Isabel Muñoz, Pedro 'Zulu' González, Axel Muñoz, Kiyoshi Osawa y Gabriel Reyna |
| 2016 | Mejor sonido | La delgada línea amarilla               | Nominado  | Compartido con Sergio Diaz y Gabriel Coll Barberis                                            |
| 2016 | Mejor sonido | Gloria                                  | Ganador   | Compartido con Matías Barberis y Michelle Couttolenc                                          |
| 2017 | Mejor sonido | Me estás matando, Susana                | Nominado  | Compartido con Fernando Cámara, Stan Mak, Steven Avila, Trip Brock y Michelle Couttolenc      |
| 2017 | Mejor sonido | La 4ª Compañía                          | Ganador   | Compartido con Isabel Muñoz, Javier Umpierrez y Michelle Couttolenc                           |
| 2018 | Mejor sonido | La libertad del diablo                  | Nominado  | Compartido con Matías Barberis, Bernat Fortiana, Pablo Tamez Sierra y Michelle Couttolenc     |
| 2018 | Mejor sonido | Vuelven                                 | Nominado  | Compartido con Emilio Cortés, Martín Hernández, Alejandro Quevedo y Michelle Couttolenc       |
| 2019 | Mejor sonido | Nuestro tiempo                          | Nominado  | Compartido con Raúl Locatelli, Carlos Cortés Navarrete y Michelle Couttolenc                  |
| 2019 | Mejor sonido | Museo                                   | Nominado  | Compartido con Javier Umpierrez, Isabel Muñoz y Michelle Couttolenc                           |
| 2020 | Mejor sonido | Belzebuth                               | Nominado  | Compartido con Isabel Muñoz, Christian Giraud, Alejandro de Icaza y Michelle Couttolenc       |
| 2020 | Mejor sonido | Ya no estoy aquí                        | Ganador   | Compartido con Javier Umpierrez, Olaitan Agueh, Michelle Couttolenc y Yuri Laguna             |